# 井沼清七
井沼 清七（いぬま せいしち、1907年7月27日 - 1973年10月1日）は、日本の男子陸上競技選手。専門は短距離走。青森県出身。早稲田大学商学部卒業。

## 経歴
1907年、青森県北津軽郡中里村（現・中泊町）に生まれる。青森県立弘前中学校（現・青森県立弘前高等学校）を経て、1926年に第一早稲田高等学院に進学。早稲田大学競走部では山本忠興の指導を受け、短距離走や4×100mリレーの選手として活動する。特に、織田幹雄や南部忠平らとチームを組んだリレーでは、複数回日本記録を更新している。
在学中の1928年、アムステルダムオリンピックに、短距離走の代表として参加。4×100mリレーに出場したが、予選3位で決勝には進めなかった。引退後、陸上競技の指導者となり日本陸上競技連盟常務理事や評議員に就任する一方、実業界に入り、松坂屋常務取締役を務めた。故郷である青森県へのあすなろ国体の誘致にも尽力したが、1973年10月1日、死去。
出身地の中泊町では、1991年から「井沼清七杯リレーカーニバル」が開催されている。また、中泊町運動公園にはスタートダッシュの姿を表現した井沼の銅像が1995年に建立された。